# Dr.フー in 怪人ダレクの惑星
Dr.フー in 怪人ダレクの惑星（ドクター・フー イン かいじんダレクのわくせい、原題: Dr. Who and the Daleks ）は、ゴードン・フレミングが監督し、ミルトン・スボツキーが脚本を執筆した、1965年のイギリスのSF映画。イギリスのSFテレビドラマシリーズ『ドクター・フー』を原作とする劇場版第1作である。ピーター・カッシングがドクター・フー役、ロバータ・トヴェイがスーザン役、ジェニー・リンデンがバーバラ役、ロイ・キャッスルがイアン役を演じた。続編に1966年の映画『地球侵略戦争2150』がある。
ストーリーはBBCが制作したテレビ版『ドクター・フー』の The Daleks(1963) に基づく。初めてカラーで、そして初めてワイドスクリーンで制作された『ドクター・フー』のエピソードということになる。この映画はテレビシリーズで進行する物語の一部としては計画されておらず、ダーレクやポリスボックスのタイムマシンといった様々な要素が使用されているものの、デザインなどは変更を加えられている。

## キャスト
- ドクター・フー - ピーター・カッシング
- イアン - ロイ・キャッスル
- バーバラ - ジェニー・リンデン
- スーザン - ロバータ・トヴェイ
- アリドン - バリー・インハム
- ガナトゥス - マイケル・コールス
- ディオニ - イヴォンヌ・アントロバス
- テモスス - ジオフレイ・トーン
- アントドゥス - ジョン・ボウン
- エリオン - マーク・ピーターセン
- サール族 - ケン・ガラディ、ニコラス・ヘッド、マイケル・レノックス、ジャック・ウォーターズ、ヴィルギニア・タイラー、ジェーン・ランブ、ブルース・ウェルス、マーティン・グレース、シャロン・ヤング、グレイ・ウィラー（クレジットなし）
- サール族の子ども - マイケル・スコット（クレジットなし）
- ダーレクの操縦 - ブルーノ・カスタノリ、マイケル・ディロン、ブライアン・ハンズ、ロバート・ジェウェル、ケヴィン・マンサー、エリック・マッケイ、レン・サウンダーズ、ジェラルド・テイラー
- ダーレクの声 - デイヴィド・グラハム、ピーター・ホーキンス（クレジットなし）

## 制作
- Amicus は本作とその続編2作を製作する権利をテリー・ネイションとBBCから500ポンドで購入した[2]。
- 主要撮影は1965年4月にイギリスのシェパートンスタジオで開始され、6週間で完了した。
- 製作費は18万ポンドであった[3]。
- 映画の舞台となった惑星は命名されていないが、テレビシリーズに合わせて続編『地球侵略戦争2150』でスカロと断定された。
- 俳優バリー・インハムは『ドクター・フー』のファン雑誌 Zerinza の1976年のインタビューで対談をした[4]。
- 1995年にダーレク関連映画のドキュメンタリー Dalekmania がビデオでリリースされ、制作・スピンオフ・広報キャンペーンの詳細が明らかにされた[5]。その後、劇場版2作品のホームメディアビデオがリリースされると、このドキュメンタリーは特典映像に追加された。

### ダーレク
本作のダーレクはデザインが僅かに変更されており、テレビ版の高さ1.5メートルしかないダーレクよりも大型にアレンジされた。ドームライトは赤色で大きく、ラバーカップの代わりに機械式の鉤爪が装備された。塗装もカラフルなものになり、標準的なダーレクは全体が青色で金色の装飾がある。ダーレクのリーダーは主に黒色で塗装され、次に位の高いダーレクは赤色で塗装されている。
当初ダーレクの武器は火炎放射器の予定であったが、これは健康と安全上の理由と、幼い観客には過剰な恐怖を煽りすぎることになると考えられ、キャンセルされた。その代わりに、銃は内部に取り付けられた消火器から二酸化炭素を噴射した。大群でいるダーレクのシーンの背景で使用されている中にはガラス繊維で作られたダーレクもおり、中央部周りの構造が僅かに異なることから区別可能である。
映画に登場したダーレクの3体はBBCがレンタルし、テレビ版の The Chase で使用した。The Chase が放送された後で映画が公開されたため、映画版ダーレクを最初に見ることができた機会はテレビ版ということになる。

## タイアップ製品とその後の報道
- Souvenir Press が1965年に子供向けの塗り絵本を出版した。表紙と裏表紙の両方に映画のカラー版イラストが掲載されている。
- Dell Comics が1966年に映画のコミック版を出版した。
- 1965年から1967年にかけて、TV Century 21 のコミックで1ページのダーレクのコミックストリップが連載された。1966年1月以降、アーティストのエリック・エデンとロン・ターナーは、機械式の鉤爪や大型のフェンダー、ドームライトなど、映画デザインの要素を使ってダーレクを描いた。連載中、映画の写真や記事もコミックで特集された。また、ダーレクと映画に関する記事を作成し、1965年7月28日に発行された第28号では、実際に映画に使われた3体のダーレクに加えて、ダーレク関連グッズ450点を賞品として提供した。
- 1984年1月にはダーレク映画2本に関する記事が Doctor Who Monthly に掲載され、制作情報・写真・インタビューが掲載された[7]。1995年春の Doctor Who Magazine 特別号にも別の記事が掲載された。
- 2005年の映画『ウォレスとグルミット 野菜畑で大ピンチ!』では、長年『ドクター・フー』の脚本を担当したボブ・ベイカーが脚本に携わっており、本映画を反映して Dr. Hoe and the Garlics という広告が見られた。
- 『ドクター・フー』50周年記念エピソード『ドクターの日』の小説版では、本映画がドクターの実際の旅にインスパイアされたこと、ドクターがピーター・カッシングに彼のコートを貸し出したこと、そして2人が親友であったことをケイト・スチュワートがクララ・オズワルドに語っている[8]。

## 公開と反応
映画は1965年8月23日にロンドンで公開された。

### マーケティング
宣伝キャンペーンの一環として、1965年のカンヌ国際映画祭には多数のダーレクが展示された。オーストラリアの映画館に送られたダーレクもいた。
本作は1965年のイギリスで20番目の興行収入を上げたが、アメリカ合衆国での興行は好調とは言えなかった。

### 評価
2013年のガーディアン紙でスチュアート・ヘリテージは、ダーレクを出す意味がなかったと評価し、「信じられないほど退屈である」と批判した。英国映画協会のアンドリュー・ネッテはこの映画を酷評する声が多いとした上で、ピーター・カッシングが演じるドクターを批判しつつ、セットやダーレクに関しては印象的であると高評価した。

## ホームメディア
スーパー8mmフィルム
- Walton Sound and Film Services が1977年にイギリスでリリース。

VHS
- Thorn EMI が1982年に、ワーナー・ホーム・ビデオが1988年と1996年にイギリスでリリース。
- Thorn EMI が1985年に、GoodTimes Home Video が1989年に、Lumiere が1994年にアメリカでリリース。
- ユニバーサルが1990年にオーストラリアでリリース。
- 日本でもVHSがリリースされている[11]。

DVD
- 両作品およびドキュメンタリー Dalekmania がアメリカで2001年に Anchor Bay Entertainment によりボックスセットとして、2012年に Lionsgate が2枚セットとしてリリース。
- 両作品およびドキュメンタリー Dalekmania がオーストラリアで Studiocanal により2枚組ボックスセットとして2001年にリリース。
- 両作品およびドキュメンタリー Dalekmania がフランスで Canal+video により2001年にリリース。フランスオリジナルのサウンドトラックつき。
- 両作品およびドキュメンタリー Dalekmania がイギリスで Studiocanal により2002年と2006年に2枚組ボックスセットとしてリリース。

ブルーレイ
- イギリスで本作とドキュメンタリー Dalekmania が Studiocanal により2013年にリリース。
- 両作品がイギリスで Studiocanal/Optimum Releasing により2枚組ボックスセットとして2013年にリリース。
- イギリスで本作の限定版スチールブックが Studiocanal と Zavi により2015年にリリース。

オーディオ
- 両映画の音楽が Silvia Screen Records によりCDとして2009年にリリース。タイトルは Dr. Who & the Daleks。2016年には限定版のビニールレコード盤がリリース。
- 両映画のトラックが Silvia Screen Records により限定版コンパクト盤として2011年にリリース。